# Золотий кубок КОНКАКАФ 2009
Золотий кубок КОНКАКАФ 2009 (англ. 2009 CONCACAF Gold Cup) — 20-ий розіграш чемпіонату КОНКАКАФ (10-ий розіграш під найменуванням Золотий кубок КОНКАКАФ), організований КОНКАКАФ, що відбувся з 3 по 26 липня 2009 року.
Турнір проходив у США в 13 містах. Формат турніру залишався старим: 12 учасників були розбиті на три групи по чотири країни. До чвертьфіналів проходили по дві найкращі команди з кожної групи і дві кращих команди, що посіли третє місце.
Володарем Золотого кубку вдруге поспіль стала збірна Мексики, яка у фіналі з рахунком 5:0 розгромила США.

## Кваліфікація

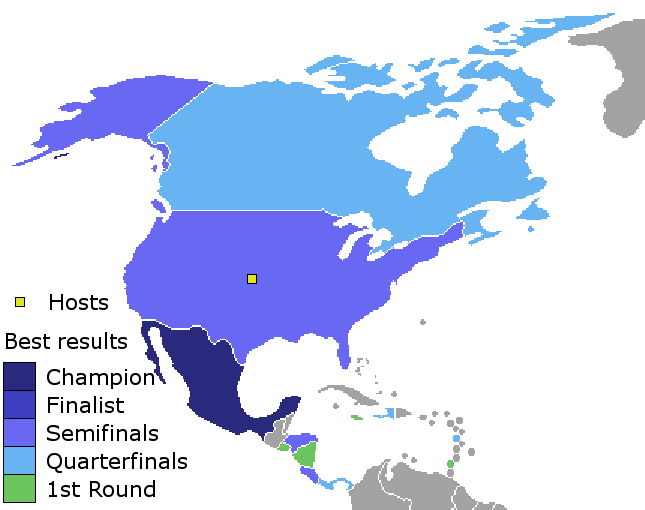
Учасники турніру

| Збірна                      | Кваліфікувалась                                 | Участь                    |
| Північноамериканська зона   | Північноамериканська зона                       | Північноамериканська зона |
| --------------------------- | ----------------------------------------------- | ------------------------- |
| США                         | Господарі                                       | 10-та                     |
| Мексика                     | Автоматично                                     | 10-та                     |
| Канада                      | Автоматично                                     | 9-та                      |
| Карибська зона              |                                                 |                           |
| Ямайка                      | Переможець Карибського кубка 2008               | 7-ма                      |
| Гренада                     | 2 місце на Карибському кубку 2008               | 1-ша                      |
| Гваделупа                   | 3 місце на Карибському кубку 2008               | 2-га                      |
| Гаїті                       | 5 місце на Карибському кубку 2008               | 4-та                      |
| Центральноамериканська зона |                                                 |                           |
| Панама                      | Переможець Кубка націй Центральної Америки 2009 | 4-та                      |
| Коста-Рика                  | 2 місце на Кубку націй Центральної Америки 2009 | 9-та                      |
| Гондурас                    | 3 місце на Кубку націй Центральної Америки 2009 | 9-та                      |
| Сальвадор                   | 4 місце на Кубку націй Центральної Америки 2009 | 6-та                      |
| Нікарагуа                   | 5 місце на Кубку націй Центральної Америки 2009 | 1-ша                      |

Примітки:
1. ↑   Куба зайняла на Карибському кубку 2008 року четверте місце і кваліфікувалась на Золотий кубок КОНКАКАФ, проте відмовилась від участь по політичним причинам[1][2]. Замість неї на турнір була включена збірна Гаїті, що зайняла п'яте місце[3]

## Стадіони
| Карсон             | Сіетл             | Колумбус               | Окленд                           | Вашингтон                |
| «Хоум Діпо Сентер» | «Квест-філд»      | «Коламбус Крю Стедіум» | «Окленд-Аламеда Каунті Колізеум» | «Роберт Ф. Кеннеді»      |
| Місткість: 27 000  | Місткість: 67 000 | Місткість: 22 555      | Місткість: 47 416                | Місткість: 56 692        |
|                    |                   |                        |                                  |                          |
| Х'юстон            | Маямі             | Фоксборо               | Глендейл                         | Філадельфія              |
| «Релаянт»          | «ФІЮ Стедіум»     | «Жилетт Стедіум»       | «Стадіон університету Фінікса»   | «Лінкольн Файненшл філд» |
| Місткість: 71 500  | Місткість: 20 000 | Місткість: 68 756      | Місткість: 63 400                | Місткість: 68 532        |
|                    |                   |                        |                                  |                          |
| Арлінгтон          | Чикаго            | Іст-Ратерфорд          |                                  |                          |
| «Ковбойз Стедіум»  | «Солджер Філд»    | «Джайнтс Стедіум»      |                                  |                          |
| Місткість: 80 000  | Місткість: 61 500 | Місткість: 78 741      |                                  |                          |
|                    |                   |                        |                                  |                          |

## Груповий етап

### Група A
| Збірна     | М | В | Н | П | ГЗ | ГП | РГ | О |
| ---------- | - | - | - | - | -- | -- | -- | - |
| Канада     | 3 | 2 | 1 | 0 | 4  | 2  | +2 | 7 |
| Коста-Рика | 3 | 1 | 1 | 1 | 4  | 4  | 0  | 4 |
| Ямайка     | 3 | 1 | 0 | 2 | 1  | 2  | −1 | 3 |
| Сальвадор  | 3 | 1 | 0 | 2 | 2  | 3  | −1 | 3 |

| 3 липня 2009 17:00 UTC-7 |

| Канада     | 1–0      | Ямайка |
| ---------- | -------- | ------ |
| Джерба 75' | Протокол |        |

| «Хоум Діпо Сентер», Карсон Глядачів: 27,000 Арбітр: Террі Вон (США) |

| 3 липня 2009 19:00 UTC-7 |

| Коста-Рика   | 1–2      | Сальвадор       |
| ------------ | -------- | --------------- |
| Гранадос 64' | Протокол | Ромеро 19', 87' |

| «Хоум Діпо Сентер», Карсон Глядачів: 27,000 Арбітр: Беніто Арчундія (Мексика) |

| 7 липня 2009 19:00 UTC-4 |

| Ямайка | 0–1      | Коста-Рика |
| ------ | -------- | ---------- |
|        | Протокол | Борхес 64' |

| «Коламбус Крю Стедіум», Колумбус Глядачів: 7,059 Арбітр: Джейр Марруфо (США) |

| 7 липня 2009 21:00 UTC-4 |

| Сальвадор | 0–1      | Канада     |
| --------- | -------- | ---------- |
|           | Протокол | Джерба 32' |

| «Коламбус Крю Стедіум», Колумбус Глядачів: 7,059 Арбітр: Роберто Гарсія (Мексика) |

| 10 липня 2009 19:00 UTC-4 |

| Коста-Рика            | 2–2      | Канада                 |
| --------------------- | -------- | ---------------------- |
| Еррон 23' Сентено 35' | Протокол | Берньє 25' де Йонг 28' |

| «ФІЮ Стедіум», Маямі Глядачів: 17,269 Арбітр: Террі Вон (США) |

| 10 липня 2009 21:00 UTC-4 |

| Сальвадор | 0–1      | Ямайка       |
| --------- | -------- | ------------ |
|           | Протокол | Каммінгс 70' |

| «ФІЮ Стедіум», Маямі Глядачів: 17,269 Арбітр: Джефрі Госпідейлс (Тринідад і Тобаго) |

### Група B
| Збірна   | М | В | Н | П | ГЗ | ГП | РГ  | О |
| -------- | - | - | - | - | -- | -- | --- | - |
| США      | 3 | 2 | 1 | 0 | 8  | 2  | +6  | 7 |
| Гондурас | 3 | 2 | 0 | 1 | 5  | 2  | +3  | 6 |
| Гаїті    | 3 | 1 | 1 | 1 | 4  | 3  | +1  | 4 |
| Гренада  | 3 | 0 | 0 | 3 | 0  | 10 | −10 | 0 |

| 4 липня 2009 16:00 UTC-7 |

| Гондурас   | 1–0      | Гаїті |
| ---------- | -------- | ----- |
| Костлі 76' | Протокол |       |

| «Квест-філд», Сіетл Глядачів: 15,387 Арбітр: Марко Антоніо Родрігес (Мексика) |

| 4 липня 2009 18:00 UTC-7 |

| Гренада | 0–4      | США                                     |
| ------- | -------- | --------------------------------------- |
|         | Протокол | Аду 7' Голден 31' Роджерс 60' Девіс 69' |

| «Квест-філд», Сіетл Глядачів: 15,387 Арбітр: Волтер Лопес Кастельянос (Гватемала) |

| 8 липня 2009 19:00 UTC-4 |

| Гаїті                  | 2–0      | Гренада |
| ---------------------- | -------- | ------- |
| Ноель 14' Марселен 79' | Протокол |         |

| «РФК Стедіум», Вашингтон Глядачів: 26,079 Арбітр: Роберто Морено (Панама) |

| 8 липня 2009 21:00 UTC-4 |

| США                   | 2–0      | Гондурас |
| --------------------- | -------- | -------- |
| Куаранта 74' Чінг 79' | Протокол |          |

| «РФК Стедіум», Вашингтон Глядачів: 26,079 Арбітр: Кортні Кемпбелл (Ямайка) |

| 11 липня 2009 19:00 UTC-4 |

| США                  | 2–2      | Гаїті              |
| -------------------- | -------- | ------------------ |
| Арно 6' Голден 90+2' | Протокол | Сірен 46' Шері 49' |

| «Жилетт Стедіум», Фоксборо Глядачів: 24,137 Арбітр: Вальтер Кесада (Коста-Рика) |

| 11 липня 2009 21:00 UTC-4 |

| Гондурас                                            | 4–0      | Гренада |
| --------------------------------------------------- | -------- | ------- |
| Мартінес 2' Еспіноса 25' Валльядарес 56' Костлі 67' | Протокол |         |

| «Жилетт Стедіум», Фоксборо Глядачів: 24,137 Арбітр: Марко Антоніо Родрігес (Мексика) |

### Група C
| Збірна    | М | В | Н | П | ГЗ | ГП | РГ | О |
| --------- | - | - | - | - | -- | -- | -- | - |
| Мексика   | 3 | 2 | 1 | 0 | 5  | 1  | +4 | 7 |
| Гваделупа | 3 | 2 | 0 | 1 | 4  | 3  | +1 | 6 |
| Панама    | 3 | 1 | 1 | 1 | 6  | 3  | +3 | 4 |
| Нікарагуа | 3 | 0 | 0 | 3 | 0  | 8  | −8 | 0 |

| 5 липня 2009 14:00 UTC-7 |

| Панама      | 1–2      | Гваделупа                |
| ----------- | -------- | ------------------------ |
| Бараона 68' | Протокол | Ловаль 33' Флоріваль 43' |

| «Окленд-Аламеда Каунті Колізеум», Окленд Глядачів: 32,500 Арбітр: Ніл Брайзен (Тринідад і Тобаго) |

| 5 липня 2009 16:00 UTC-7 |

| Нікарагуа | 0–2      | Мексика                        |
| --------- | -------- | ------------------------------ |
|           | Протокол | Нор'єга 45' (пен.) Баррера 86' |

| «Окленд-Аламеда Каунті Колізеум», Окленд Глядачів: 32,500 Арбітр: Пол Ворд (Канада) |

| 9 липня 2009 19:00 UTC-5 |

| Гваделупа          | 2–0      | Нікарагуа |
| ------------------ | -------- | --------- |
| Овре 57' Готен 59' | Протокол |           |

| «Релаянт Стедіум», Х'юстон Глядачів: 47,713 Арбітр: Оскар Монкада (Гондурас) |

| 9 липня 2009 21:00 UTC-5 |

| Мексика  | 1–1      | Панама    |
| -------- | -------- | --------- |
| Саба 10' | Протокол | Перес 29' |

| «Релаянт Стедіум», Х'юстон Глядачів: 47,713 Арбітр: Хоель Агілар (Сальвадор) |

| 12 липня 2009 14:00 UTC-7 |

| Панама                              | 4–0      | Нікарагуа |
| ----------------------------------- | -------- | --------- |
| Перес 35' Гомес 56' Техада 76', 88' | Протокол |           |

| «Стадіон університету Фінікса», Глендейл Глядачів: 23,876 Арбітр: Хосе Пінеда (Гондурас) |

| 12 липня 2009 16:00 UTC-7 |

| Мексика              | 2–0      | Гваделупа |
| -------------------- | -------- | --------- |
| Торрадо 42' Саба 85' | Протокол |           |

| «Стадіон університету Фінікса», Глендейл Глядачів: 23,876 Арбітр: Ніл Брайзен (Тринідад і Тобаго) |

### Відбір кращих третіх місць
| Г | Збірна | М | В | Н | П | ГЗ | ГП | РГ | О |
| - | ------ | - | - | - | - | -- | -- | -- | - |
| C | Панама | 3 | 1 | 1 | 1 | 6  | 3  | +3 | 4 |
| B | Гаїті  | 3 | 1 | 1 | 1 | 4  | 3  | +1 | 4 |
| A | Ямайка | 3 | 1 | 0 | 2 | 1  | 2  | −1 | 3 |

## Плей-оф

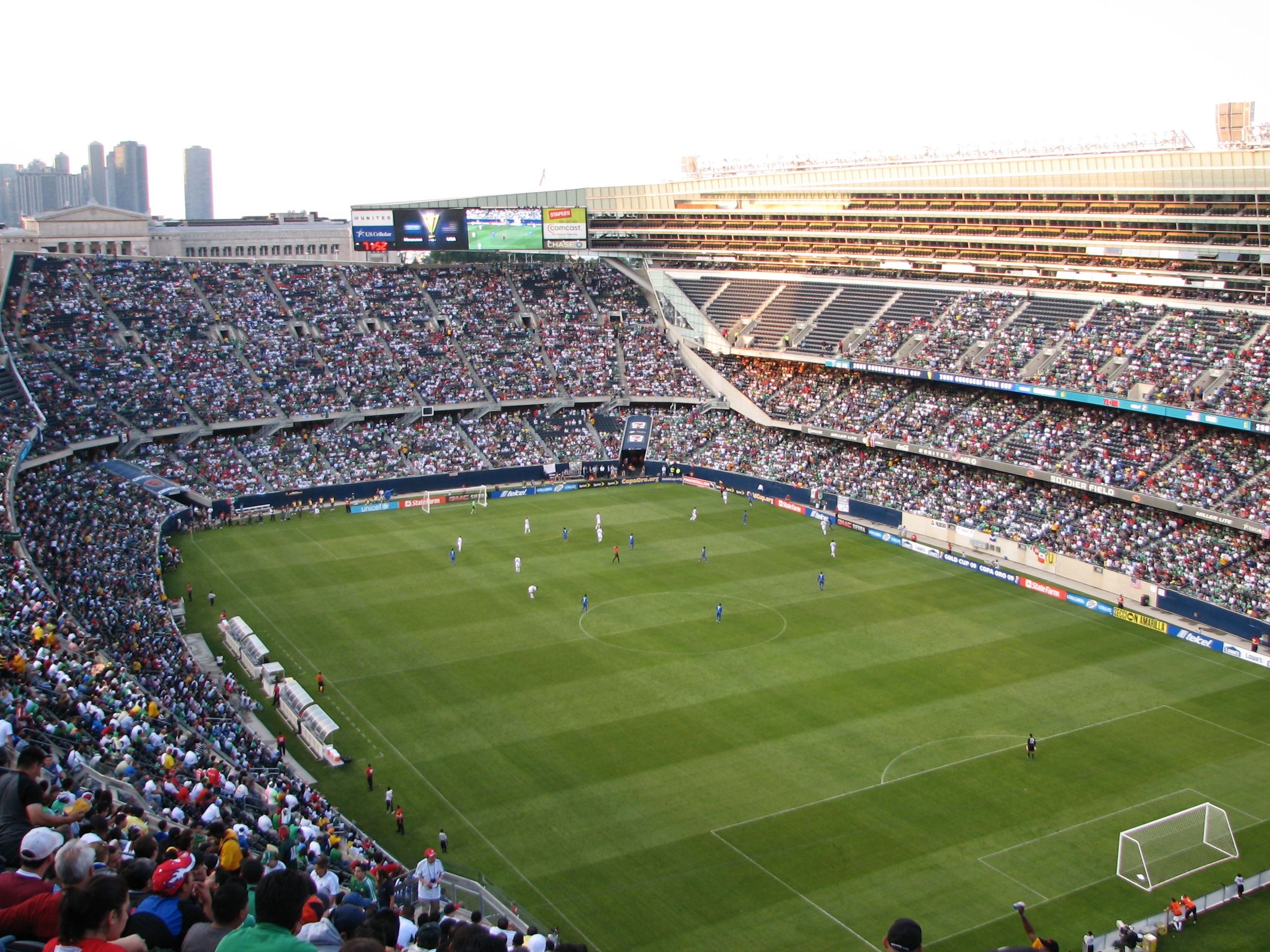
Півфінальний матч між збірними США та Гондурасу.

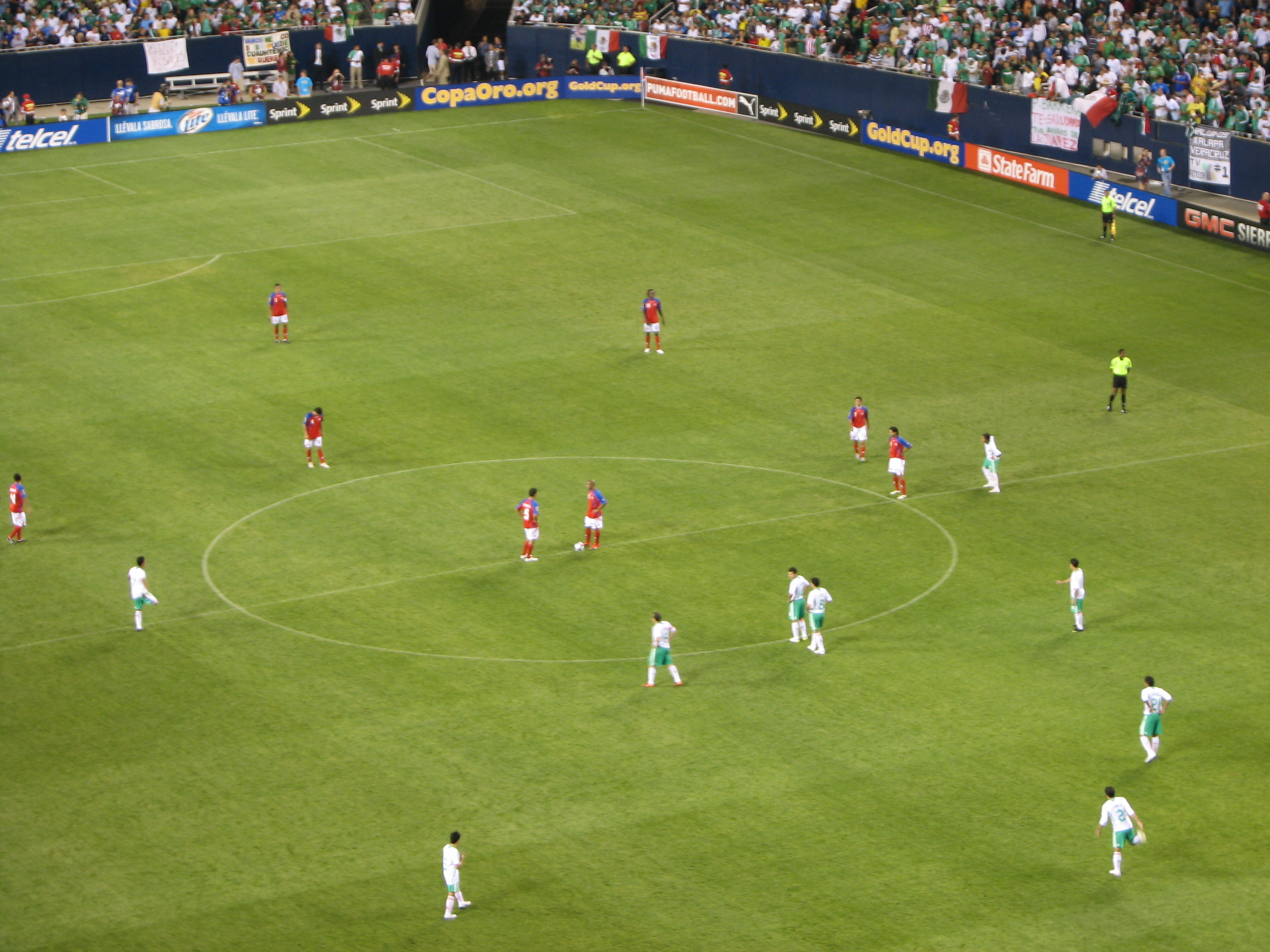
Півфінальний матч між збірними Мексики та Коста-Рики.

|  | Чвертьфінали           | Чвертьфінали      |                          |       | Півфінали | Півфінали |  |  | Фінал | Фінал |
|  |                        |                   |                          |       |           |           |  |  |       |       |
|  | 18 липня — Філадельфія |                   |                          |       |           |           |  |  |       |       |
|  |                        |                   |                          |       |           |           |  |  |       |       |
|  | Канада                 | 0                 |                          |       |           |           |  |  |       |       |
|  | Канада                 | 0                 | 23 липня — Чикаго        |       |           |           |  |  |       |       |
|  | Гондурас               | 1                 |                          |       |           |           |  |  |       |       |
|  | Гондурас               | 1                 | Гондурас                 | 0     |           |           |  |  |       |       |
|  | 18 липня — Філадельфія |                   | Гондурас                 | 0     |           |           |  |  |       |       |
|  |                        | США               | 2                        |       |           |           |  |  |       |       |
|  | США (д.ч.)             | США               | 2                        | 2     |           |           |  |  |       |       |
|  | США (д.ч.)             |                   | 26 липня — Іст-Ратерфорд | 2     |           |           |  |  |       |       |
|  | Панама                 | 1                 |                          |       |           |           |  |  |       |       |
|  | Панама                 | 1                 | США                      | 0     |           |           |  |  |       |       |
|  | 19 липня — Арлінгтон   |                   | США                      | 0     |           |           |  |  |       |       |
|  |                        | Мексика           | 5                        |       |           |           |  |  |       |       |
|  | Гваделупа              | Мексика           | 5                        | 1     |           |           |  |  |       |       |
|  | Гваделупа              | 23 липня — Чикаго |                          | 1     |           |           |  |  |       |       |
|  | Коста-Рика             | 5                 |                          |       |           |           |  |  |       |       |
|  | Коста-Рика             | 5                 | Коста-Рика               | 1 (3) |           |           |  |  |       |       |
|  | 19 липня — Арлінгтон   |                   | Коста-Рика               | 1 (3) |           |           |  |  |       |       |
|  |                        | Мексика (пен.)    | 1 (5)                    |       |           |           |  |  |       |       |
|  | Мексика                | Мексика (пен.)    | 1 (5)                    | 4     |           |           |  |  |       |       |
|  | Мексика                |                   |                          | 4     |           |           |  |  |       |       |
|  | Гаїті                  | 0                 |                          |       |           |           |  |  |       |       |
|  | Гаїті                  | 0                 |                          |       |           |           |  |  |       |       |

### Чвертьфінали
| 18 липня 2009 17:00 UTC-4 |

| Канада | 0–1      | Гондурас            |
| ------ | -------- | ------------------- |
|        | Протокол | Мартінес 36' (пен.) |

| «Лінкольн Файненшл філд», Філадельфія Глядачів: 32 000 |

| 18 липня 2009 20:00 UTC-4 |

| США                            | 2–1 (д.ч.) | Панама    |
| ------------------------------ | ---------- | --------- |
| Бекерман 49' Купер 106' (пен.) | Протокол   | Перес 45' |

| «Лінкольн Файненшл філд», Філадельфія Глядачів: 32 000 Арбітр: Беніто Арчундія (Мексика) |

| 19 липня 2009 15:00 UTC-5 |

| Гваделупа   | 1–5      | Коста-Рика                                      |
| ----------- | -------- | ----------------------------------------------- |
| Альфонс 64' | Протокол | Борхес 3' Саборіо 16', 71' Еррон 47' Еррера 89' |

| «Ковбойз Стедіум», Арлінгтон Глядачів: 85 000 Арбітр: Хосе Пінеда (Гондурас) |

| 19 липня 2009 18:00 UTC-5 |

| Мексика                                  | 4–0      | Гаїті |
| ---------------------------------------- | -------- | ----- |
| Саба 23', 63' дос Сантос 42' Баррера 83' | Протокол |       |

| «Ковбойз Стедіум», Арлінгтон Глядачів: 85 000 Арбітр: Кортні Кемпбелл (Ямайка) |

### Півфінали
| 23 липня 2009 18:00 UTC-5 |

| Гондурас | 0–2      | США                  |
| -------- | -------- | -------------------- |
|          | Протокол | Гудсон 45' Купер 90' |

| «Солджер Філд», Чикаго Глядачів: 55 173 Арбітр: Кортні Кемпбелл (Ямайка) |

| 23 липня 2009 21:00 UTC-5 |

| Коста-Рика    | 1–1      | Мексика    |
| ------------- | -------- | ---------- |
| Ледесма 90+3' | Протокол | Франко 88' |

| «Солджер Філд», Чикаго Глядачів: 55 173 Арбітр: Роберто Морено (Панама) |

|                                     |     | Пенальті                                      |  |
| Саборіо · Борхес · Ледесма · Ов'єдо | 3–5 | Франко · дос Сантос · Торрадо · Хуарес · Вела |  |

## Фінал
| 26 липня 2009 15:00 UTC-4 |

| США | 0–5      | Мексика                                                          |
| --- | -------- | ---------------------------------------------------------------- |
|     | Протокол | Торрадо 56' (пен.) дос Сантос 62' Вела 67' Кастро 79' Франко 90' |

| «Джайнтс Стедіум», Іст-Ратерфорд Глядачів: 79 156 Арбітр: Кортні Кемпбелл (Ямайка) |

## Нагороди
| Золотий кубок КОНКАКАФ 2009 |
| --------------------------- |
| Мексика 8-й титул           |

| Найкращий бомбардир: | Найцінніший гравець: | Найкращий голкіпер: | Нагорода Fair Play: |
| -------------------- | -------------------- | ------------------- | ------------------- |
| Мігель Саба          | Джовані дос Сантос   | Кейлор Навас        | США                 |

### Символічна збірна
Команда була обрана з восьми збірних, які досягли чвертьфіналу Золотого кубка.
| Основний склад             | Основний склад                                                                      | Основний склад                                                                              | Основний склад                                           |
| Воротар                    | Захисники                                                                           | Півзахисники                                                                                | Нападники                                                |
| -------------------------- | ----------------------------------------------------------------------------------- | ------------------------------------------------------------------------------------------- | -------------------------------------------------------- |
| Кейлор Навас Гільєрмо Очоа | Майк Клюковскі Фредді Фернандес Фаусто Пінто Луїс Морено Кларенс Гудсон Чед Маршалл | Джуліан де Гузман Селсо Борхес Стефан Овре Херардо Торрадо Джовані дос Сантос Стюарт Голден | Альваро Саборіо Вальтер Мартінес Мігель Саба Кенні Купер |